# 盎格魯撒克遜石油
盎格魯撒克遜石油公司（英語：Anglo-Saxon Petroleum Co Ltd）是荷蘭皇家殼牌擁有的私人石油公司。

## 外部連結
- 官方网站
- - Royal Dutch Shell plc的商業數據：
  - Hoover's
  - Reuters
  -  SEC filings
- 盎格魯撒克遜石油在OpenCorporates上的群組
- Shell Union Oil Corporation的作品  - 古騰堡計劃
- 互联网档案馆中盎格魯撒克遜石油的作品或与之相关的作品